# Drosophila neoelliptica
Drosophila neoelliptica är en tvåvingeart som beskrevs av Crodowaldo Pavan och Magalhaes 1950. Drosophila neoelliptica ingår i släktet Drosophila och familjen daggflugor.
Artens utbredningsområde är Brasilien.